# Pluralismus (filozofie)
Pluralismus ve filosofii (z latinského pluralis, množný, vícerý) označuje směr, který zdůrazňuje neredukovatelnou mnohost a rozmanitost světa, případně naší zkušenosti. V prvním případě hovoříme o pluralismu ontologickém, který tuto neredukovatelnou mnohost vidí ve skutečnosti samé. To byl patrně postoj starých řeckých filosofů Empedokla, Anaxagory a Démokrita proti přísnému monismu Parmenidovu a celé eleatské školy. Později postoj Leibnizův a Pascalův proti dualismu Descartovu.
Všichni chybují tím nebezpečněji, že každý sleduje jednu pravdu; jejich chyba není v tom, že by se řídili nepravdou, nýbrž že nedokáží sledovat i jinou pravdu. (Pascal)
Ve druhém případě pluralismus epistemologický zdůrazňuje mnohost různých přístupů, pohledů a pojetí, jež plyne hlavně z omezených možností člověka. Zkušenost je příliš složitá, než aby se dala plně vystihnout jediným pohledem, jedinou teorií, odvodit z jediného základního principu, jak chce monismus. Ani hodnocení různých jevů a skutečností nemůže být často jednoznačné, nýbrž bude závislé na stanovisku hodnotícího, na jeho situaci a podobně.
Lidské cíle se musí navzájem lišit a nemohou být úplně podobné, ba musí být principem rozmanitosti, neboť každý jinak vyjadřuje Vesmír podle svého vlastního způsobu nahlížení. Je totiž úkolem každého, aby byl jedinečným životním odrazem věcí i celého světa. (Leibniz)

## Význam
Význam společenské rozmanitosti neobyčejně vzrostl v souvislosti s rozpadem názorové jednoty společností v evropském novověku, s rostoucí mobilitou lidí a s rozvojem globálních komunikací. Jako se kdysi jednotná věda od pozdního středověku rozchází do jednotlivých disciplín s vlastním tématem, metodou, terminologií i kritérii, dělí se i novověká filosofie do různých škol, které si všímají jiných stránek skutečnosti i lidské zkušenosti. Proti pokusům německého idealismu o vybudování jednotného systému vědění a zkušenosti se ostře postavil Friedrich Nietzsche a filosofie 20. století tento projekt skutečně opustila. Uvědomuje si omezenost lidského poznání tváří v tvář nesmírné složitosti a rozmanitosti světa, člověka a společnosti, a hledá pravdivé poznání s vědomím tohoto omezení.
Pojem pluralismu připravil Christian Wolff a počátkem 20. století zavedl americký pragmatický filosof William James, na něhož navázal John Dewey a řada filosofů současných (například Hilary Putnam, Jacques Derrida, Lyotard, John Dupré aj.) Přes nepochybné důvody pro pluralistické stanovisko nesmíme však zapomenout ani na to, že rozmanitost hledisek a hodnocení nutně vyžaduje jakýsi společný podklad vzájemného dorozumění, na němž je teprve možné mluvit o nějaké pluralitě. Takovým minimálním společným základem je lidský jazyk, jemuž se proto věnuje filosofie jazyka. Je ovšem otázka, zda toto minimum dostačuje, anebo zda lidské poznání a zejména život lidské společnosti nevyžaduje také nějaké společně uznávané principy, obsahy, hodnoty a podobně.